# 小行星10981
小行星10981（10981 Fransaris）是一颗绕太阳运转的小行星，为主小行星带小行星。该小行星于1977年10月17日发现。

## 轨道参数
小行星10981的轨道半长轴为2.7918702 UA，离心率为0.244。